# 七条和己
七条 和己（しちじょう かずみ）は、宮崎県出身の日本の柔道家。現役時代は中量級(80kg級)の選手。なお、七條和己とも表記する。

## 経歴
天理大学1年の時に新人体重別の中量級決勝で尽誠学園高校3年の元谷金次郎を破って優勝を飾った。続いてブラジルのリオデジャネイロで初開催された世界ジュニアでは、決勝で韓国のチョン・ヤンキを破って今大会の初代中量級チャンピオンに輝いた。大学3年の時には優勝大会の準決勝で中央大学と対戦すると、優勢勝ちして先取点を上げるも続く選手が一本負けして3位に終わった。全日本学生選手権の中量級では3位になった。4年の時には優勝大会の準決勝で引き分けると、チームも敗れて昨年に続いて3位だった。全日本学生選手権の中量級では決勝まで進むも、国士舘大学3年の日蔭暢年に合技で敗れて2位にとどまった。大学を卒業後は都城商業高校などの教員となり、柔道部監督も務めていたが、2016年に定年退職となった。

## 主な戦績
- 1974年 -　新人体重別　優勝
- 1974年 -　世界ジュニア　優勝
- 1976年 -　優勝大会 3位
- 1976年 -　全日本学生選手権　中量級　3位
- 1977年 -　優勝大会 3位
- 1977年 -　全日本学生選手権　2位

(出典、JudoInside.com)。